# Aarne Arvonen
Aarne Armas "Arska" Arvonen (4 de agosto de 1897 — 1 de janeiro de 2009) foi um supercentenário finlandês que, ao falecer aos 111 anos, era a pessoa mais velha de seu país, além de ser o terceiro homem mais velho da Europa e o sétimo do mundo. Era também o último veterano sobrevivente da Guerra civil finlandesa (1918).

## Biografia

### Primeiros anos e Guerra civil finlandesa
Quando Aarne nasceu, em 1897, a Finlândia ainda estava anexada ao Império Russo, do qual só conseguiria a independência após a Revolução Russa de 1917.
Participou da Guerra civil finlandesa de 1918, tendo combatido pela Guarda Vermelha. Era o último veterano ainda vivo deste conflito.
Arvonen sempre teve interesse em Astronomia desde a infância e, em 1921, tornou-se um dos membros fundadores da Associação de Astrônomos Finlandeses Amadores (Ursa).

### Família
Aarne teve duas filhas - Irma e Paula -, do seu casamento com Sylvi Emilia Salonen. Após a morte da esposa, em 1938, mudou-se para a cidade de Järvenpää, onde viveu até o fim da vida.

### Últimos anos
Em 1997, Aarne Arvonen visitou Londres, acompanhado de familiares, na comemoração de seus 100 anos de idade.
Até 2005, viveu em uma casa construída por ele mesmo; todavia, no mesmo ano foi hospitalizado devido a uma nefrite, da qual se recuperou bem. De 2005 até sua morte em 1 de janeiro de 2009, viveu em uma casa de repouso.

## Reconhecimentos por sua idade
- Centenário (04.08.1997).
- Supercentenário (04.08.2007).
- Pessoa mais velha da Finlândia (de 05.12.2006 até 1.1.2009).
- 3º homem mais velho da Europa (depois de Henry Allingham e Augusto Moreira de Oliveira, ambos nascidos em 1896) (23.08.2007 até 1.1.2009).
- 7º homem mais velho do mundo (27.12.2008 até 1.1.2009).